# Heidi Klum

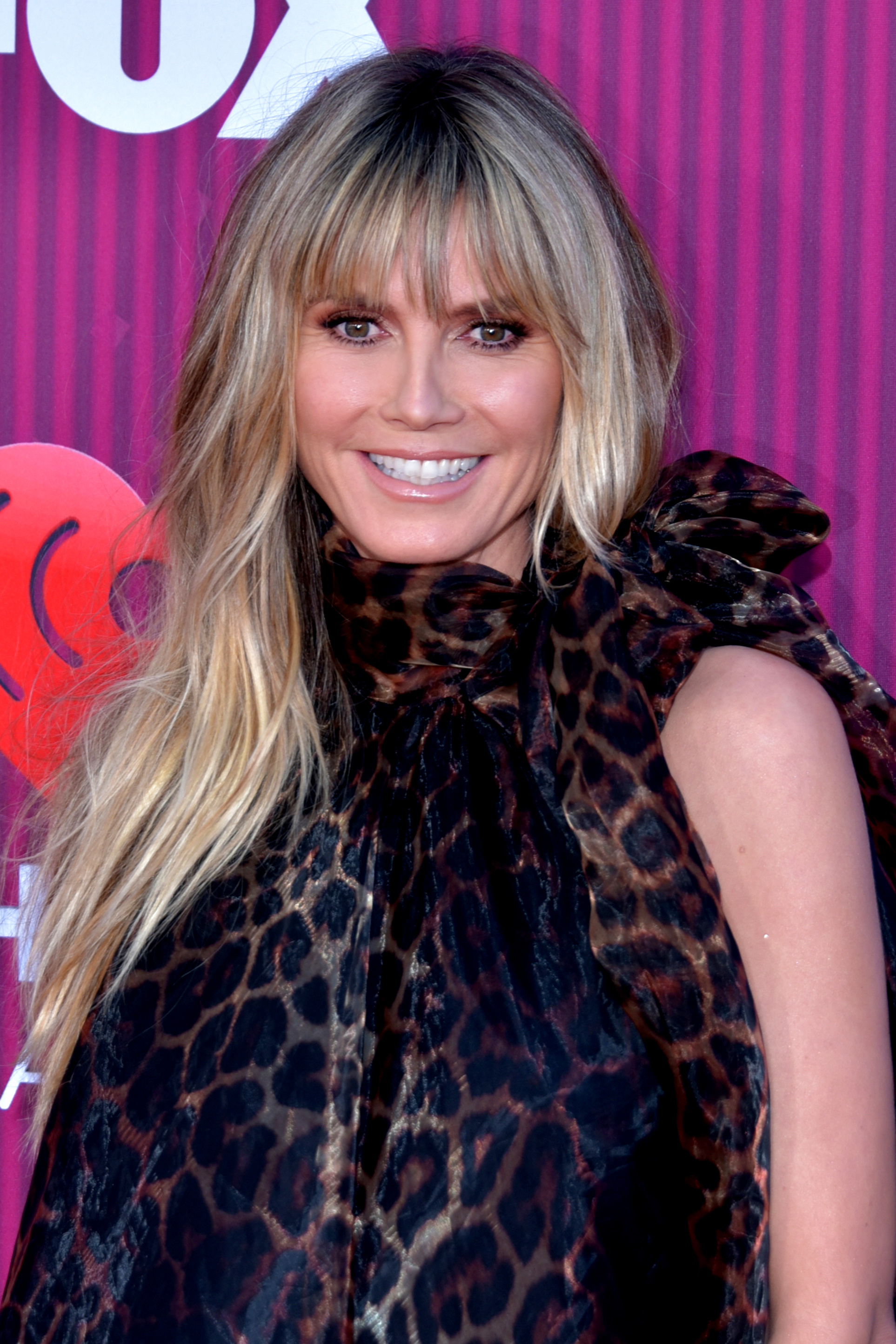
Heidi Klum (2019)

Heidi Klum (* 1. Juni 1973 in Bergisch Gladbach, bürgerlich Heidi Kaulitz, zuvor von 2009 bis 2012 Heidi Samuel) ist ein deutsches Model. Seit 2008 besitzt sie auch die US-amerikanische Staatsbürgerschaft. Sie arbeitet als Jurorin, Moderatorin und Produzentin der Castingshow Germany’s Next Topmodel und war mehr als ein Jahrzehnt in ähnlicher Weise bei Project Runway und als Jurorin bei America’s Got Talent aktiv.

## Leben
Klum wurde 1973 in Bergisch Gladbach geboren und wuchs dort auch auf. Sie besuchte die Integrierte Gesamtschule Paffrath, die sie mit dem Abitur abschloss. Ihr Vater Günther Klum ist gelernter Chemiefacharbeiter und war Produktionsleiter beim Parfümhersteller 4711, ihre Mutter Erna Klum, geborene Berger, ist ausgebildete Friseurin. Aus einer früheren Beziehung ihrer Mutter stammt ein 1964 geborener Halbbruder.

### Entdeckung und Karriere
Klums Karriere begann 1992 mit der Teilnahme am Wettbewerb Model ’92, der in Zusammenarbeit mit der Frauenzeitschrift Petra, der New Yorker Modelagentur Metropolitan Models und dem Koordinator Christian Seidel in der von Holm Dressler und Thomas Gottschalk produzierten RTL-Show Gottschalk Late Night stattfand. Bei diesem Wettbewerb setzte sich die damals 18-jährige Schülerin gegen 25.000 Konkurrentinnen durch und gewann einen mit 300.000 US-Dollar dotierten dreijährigen Vertrag als Fotomodell. Nach dem bestandenen Abitur verzichtete sie auf einen Ausbildungsplatz als Modedesignerin in Düsseldorf, um als Model zu arbeiten. Weil damals in Europa sehr dünne Models gefragt waren, zog sie in die Vereinigten Staaten, wo sie seit 1993 lebt.
1997 gelang ihr hier der Durchbruch, als sie von Victoria’s Secret engagiert wurde und 1998 ein Titelfoto auf der Bademodenausgabe der US-amerikanischen Zeitschrift Sports Illustrated mit 55 Millionen Lesern folgte. Sie erschien auf den Titelseiten von Zeitschriften wie Vogue, Elle, Harper’s Bazaar, InStyle, Marie Claire Women’s Health, Shape, Cosmopolitan, Daily Mail, Glamour, Madame, Allure, Grazia und wurde ein international gefragtes Model und Werbegesicht. Klums Vater ist auch ihr Manager. Er gründete in Bergisch Gladbach die Heidi Klum GmbH & Co. KG und betreibt dort auch deren Büro. Teil des Unternehmens ist auch die Modelagentur ONEeins fab Management, die zahlreiche Teilnehmer von Germany’s Next Topmodel betreut.
2020 posierte sie mit ihrer Tochter Leni, die ebenfalls Model ist, für das Cover der deutschen Vogue (Ausgabe Januar/Februar 2021). Im April 2022 war Klum zusammen mit Leni auf dem Cover der Harper’s Bazaar Germany zu sehen. Im April 2023 war Klum auf dem Cover der Vogue Greece abgebildet und im September 2023 auf dem Cover der Numero Netherlands. Im September 2024 lief Klum auf der Paris Fashion Week für L’Oréal und Vetements.

### Selbstvermarktung und Image
Klum war für verschiedene Unternehmen als Werbeträger tätig. Sie nutzt ihre internationale Bekanntheit auch zur Vermarktung von Produkten, die zum Teil ihren Namen als Bestandteil des Markennamens tragen, etwa Süßwaren, Schmuck, Kleidung und Parfums. Der New Yorker Juwelier Mouawad bietet eine Heidi-Klum-Kollektion an. Er ist ebenfalls verantwortlich für die Gestaltung eines jährlich jeweils neuen Diamant-Büstenhalters der Firma Victoria’s Secret, des sogenannten Fantasy Bra, den Klum mehrfach präsentiert hat. Seit 2001 veranstaltet Klum jährlich eine Halloween-Party mit ausgewählten Gästen.
Im Dezember 2004 erschien Klums Buch Heidi Klum’s Body of Knowledge: 8 Rules of Model Behavior (to Help You Take Off on the Runway of Life), das seit April 2005 auch auf Deutsch unter dem Titel Natürlich erfolgreich vermarktet wird. Die Co-Autorin Alexandra S. Postman ist zuvor als Mitautorin eines Buchs über plastische Chirurgie in Erscheinung getreten und Redakteurin der Frauenzeitschrift Elle. 2005 taufte Klum während einer öffentlichen Veranstaltung eine Rosensorte auf den Namen Heidi-Klum-Rose.
2009 widmete die deutsche Vogue Klum eine komplette 140-seitige monothematische Juni-Ausgabe. Laut der Forbes-Liste The World’s 15 Top-Earning Models galt Klum 2008 als eines der bestbezahlten Models der Welt. 2012 tauchte sie auf dieser Liste nicht mehr auf, da sie kein reines Model mehr sei; sie sei inzwischen eine Medienunternehmerin wie ihre Kollegin Tyra Banks. In der Liste Most Powerful Women belegte sie Oktober 2010 Platz 39. Seit Mai 2024 macht Klum Werbung für L’Oréal.

### Film, Fernsehen, Entertainment und Musik

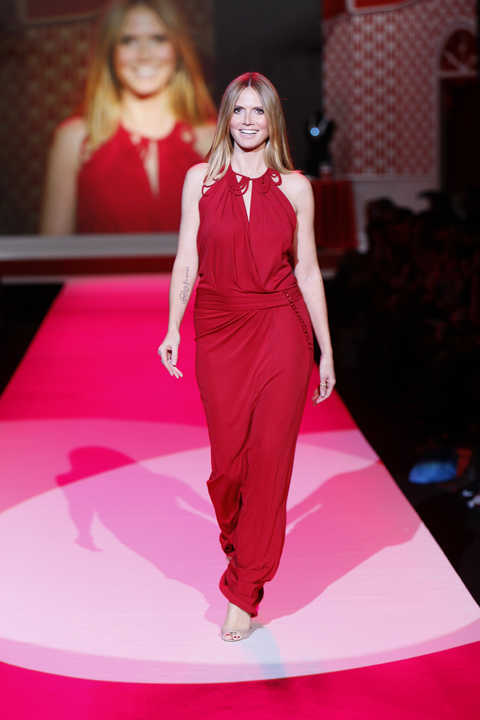
Heidi Klum in einem Kleid von John Galliano (2010)

Klum war Vorbild für die Figur des Bondgirls Dr. Katya Nadanova in dem 2004 erschienenen James-Bond-Videospiel Alles oder Nichts. Im Dezember 2004 startete Klums erste Fernsehshow beim US-amerikanischen Fernsehsender Bravo TV: Bei Project Runway (Projekt Laufsteg) war sie nicht nur eine von elf Produzenten, sondern auch Moderatorin und Jury-Vorsitzende der Show, bei der Kandidaten im Ausschlussverfahren darum kämpfen, von der Jury als bester der zwölf antretenden Amateur-Modedesigner ausgewählt zu werden. 2018 gab Klum ihren Ausstieg von Project Runway bekannt und kündigte gleichzeitig eine neue Fashion-Show bei Amazon Prime Video an.
Klum arbeitet gelegentlich auch als Schauspielerin. In der US-amerikanischen Fernsehserie Chaos City (Originaltitel Spin City) spielte sie 1999 in sieben Folgen der dritten Staffel sich selbst als Freundin der Hauptfigur, die von Michael J. Fox verkörpert wurde. In der Filmkomödie Über kurz oder lang spielte sie in einer Nebenrolle neben Josh Hartnett ein Frisuren-Model. 2001 trat sie in einer Folge der Serie Sex and the City als Gast auf und spielte ebenfalls sich selbst.
2006 hatte sie einen kurzen Auftritt in der US-amerikanischen Filmkomödie Der Teufel trägt Prada. Ferner hatte sie einen Gastauftritt in der US-Serie Malcolm mittendrin als Hockeyspielerin und in der amerikanischen Fantasykomödie Ella – Verflixt & zauberhaft, in der sie eine freundliche Riesin spielte. 2010 erhielt Klum zusammen mit Model-Kollegin Paulina Porizkova für eine Episode in der Fernsehserie Desperate Housewives eine weitere Gastrolle, in der sie sich selbst spielte.
Weltweite Aufmerksamkeit gewann Klum durch ihre Moderation zur Gruppenauslosung der Fußball-WM 2006 am 9. Dezember 2005 in Leipzig an der Seite von Reinhold Beckmann. An diesem Abend saßen ca. 320 Millionen Zuschauer weltweit vor den Bildschirmen. Im iranischen Fernsehen wurde ihr Auftritt wegen ihres als unsittlich empfundenen Kleides zensiert.
Seit 2006 moderiert Klum die Model-Castingshow Germany’s Next Topmodel auf ProSieben. Im November 2006 erschien ihre Single Wonderland, die für eine Reihe von Douglas-Werbespots produziert wurde. Den gesamten Erlös der Single, die Platz 13 der deutschen Charts erreichte, spendete sie dem Kinderdorf Bethanien in ihrer Heimatstadt Bergisch Gladbach.
2011 übernahm Klum in den USA die Moderation der Sendung Seriously Funny Kids, bei der Kinder im Stile der versteckten Kamera hinters Licht geführt werden. 2012 moderierte sie die MTV Europe Music Awards 2012 live aus Frankfurt am Main. Von 2013 bis 2024 war sie mit einem Jahr Unterbrechung Teil der Jury bei America’s Got Talent.
Im Musikvideo zu der im April 2015 erschienenen Single Fire Meet Gasoline der australischen Sängerin Sia spielte Klum die Hauptrolle. Klum produzierte und moderierte die Designer-Casting-Show Making the Cut, die seit März 2020 bei Amazon Prime Video zu sehen ist. 2023 übernahm sie in der Episode Bruderliebe der deutsch-österreichischen Fernsehserie Die Bergretter eine Nebenrolle.

### Auszeichnungen
Im September 2013 erhielt Klum einen Emmy als Moderatorin von Project Runway. 2003 und 2015 erhielt sie einen Bambi in der Kategorie Fashion. Bei der Verleihung der About You Awards 2019 wurde ihr der Special Award – Business Achievement verliehen. Im Oktober 2024 erhielt Klum einen Blauer Panther in der Kategorie Beste Moderation bei Germany’s Next Topmodel.

### Privatleben

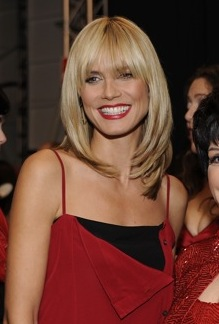
Heidi Klum (2008)

1997 heiratete Klum den australischen Starfriseur Ric Pipino und lebte mit ihm in New York City. Das Paar trennte sich 2002 und wurde 2003 geschieden. Während einer Beziehung mit dem italienischen Formel-1-Manager Flavio Briatore wurde sie schwanger und brachte 2004 in New York Tochter Leni zur Welt, die seit 2021 ebenfalls als Model arbeitet.
2005 heiratete sie in Mexiko den britischen Sänger Seal. Mit ihm hat sie zwei Söhne (* 2005 und 2006) und eine Tochter (* 2009). Nach der Heirat lebte die Familie in Kalifornien, zunächst in Beverly Hills und ab 2011 in Brentwood. Seit 2008 hat Klum neben der deutschen die US-amerikanische Staatsbürgerschaft.
Im November 2009 nahm sie den bürgerlichen Familiennamen ihres Mannes, Samuel, an. Einen Monat später adoptierte Seal Klums Tochter Leni. Im Januar 2012 gab das Paar seine Trennung bekannt. Im April reichte Klum die Scheidung ein und nahm ihren Geburtsnamen wieder an.
2013 erwarb Klum ein Haus in Bel Air; ihr Wohnsitz in Brentwood wurde im August 2014 verkauft. Von 2014 bis September 2017 war sie mit dem Kunsthändler Vito Schnabel liiert. Im Mai 2018 machte sie ihre Beziehung mit Tom Kaulitz von der Band Tokio Hotel öffentlich. Das Paar heiratete 2019. Sie nahm den Familiennamen ihres Mannes an, tritt aber weiterhin als Heidi Klum auf.

## Kritik
Die Tierrechtsorganisation PETA verlieh Klum 2008 wegen ihrer Vorliebe für Pelz den Schmähpreis Worst Dressed Award Germany. Klums Show Germany’s Next Topmodel wurde mehrfach wegen eines sexistischen Frauenbildes, der Sexualisierung von Minderjährigen oder Knebelverträgen kritisiert. Klum wurde vorgeworfen, die Sendung vorrangig zur Eigenwerbung zu nutzen bzw. ihren Werbepartnern und befreundeten Designern eine Plattform zu bieten.
Der Publizist Roger Willemsen sorgte 2009 mit einer Kritik über Klum und Germany’s Next Topmodel in der Zeitung taz für Aufsehen. Er schrieb: „Der Exzess der Nichtigkeit aber erreicht seinen Höhepunkt, wo Heidi Nazionale mit Knallchargen-Pathos und einer Pause, in der man die Leere ihres Kopfes wabern hört, ihre gestrenge Entscheidung mitteilt und wertes von unwertem Leben scheidet. Da möchte man sechs Sorten Scheiße aus ihr herausprügeln – wenn es nur nicht so frauenfeindlich wäre.“ Klum zeigte sich über Willemsens Text „geschockt“.
Die Berner Zeitung zitierte 2025 Kritiken wie «Heidi Klum ist zur Ikone eines völlig kranken Systems geworden» und fand diese «jährlich wiederkehrenden Verrisse» ihrerseits ärgerlich.

## Werke

### Film und Fernsehen ehemalig/einmalig
- 1998: Studio 54 (54)
- 1998–1999: Chaos City (Fernsehserie, 7 Folgen)
- 2000: Cursed (Fernsehserie, 1 Folge)
- 2001: Über kurz oder lang (Blow Dry)
- 2001: Zoolander (Film, Cameo-Auftritt)
- 2001: Sex and the City (Fernsehserie, Folge 4x02)
- 2002: Malcolm mittendrin (Fernsehserie, 1 Folge)
- 2002: CSI Miami (Fernsehserie, Folge 2x01)[62]
- 2003: Blue Collar Comedy Tour: The Movie (Dokumentation)
- 2004: Ella – Verflixt & zauberhaft (Ella Enchanted)
- 2004: The Life and Death of Peter Sellers (Film)
- 2004–2017: Project Runway (Fernsehshow)
- 2006: Der Teufel trägt Prada (The Devil Wears Prada)
- 2007: Verführung einer Fremden (Perfect Stranger)
- 2007: How I Met Your Mother (Fernsehserie, 1 Folge)
- 2010: Desperate Housewives (Fernsehserie, Cameo-Auftritt)
- 2011: Das Rotkäppchen-Ultimatum (Hoodwinked Too! Hood vs. Evil, Stimme)
- 2011: Seriously Funny Kids (Fernsehserie, 5 Folgen)
- 2012–2016: Littlest Pet Shop – Tierisch gute Freunde (Fernsehserie, Stimme)
- 2013–2018, 2020–2024: America’s Got Talent (Fernsehshow)
- 2013: Parks and Recreation (Fernsehserie, 2 Folgen)
- 2016: Zoolander: Supermodel (Fernsehserie, Stimme)
- 2018: Ocean’s 8 (Film, Cameo-Auftritt)
- 2019: Arctic Justice: Thunder Squad (Arctic Dogs, Stimme)
- 2019: Queen of Drags (Fernsehshow)
- 2020–2022: Making the Cut (Fernsehshow)
- 2023: Die Bergretter (Fernsehserie, Folge Bruderliebe)

### Musikvideos
- 2001: Young, fresh n’ New von Kelis
- 2002: Love Foolosophy von Jamiroquai
- 2006: Secret von Seal
- 2015: Fire Meet Gasoline von Sia
- 2019: Chateau von Tokio Hotel
- 2022: Chai Tea with Heidi mit Snoop Dogg
- 2023: Sunglasses at Night von DJ Tiesto
- 2024: Spiral von Sofi Tukker

### Film und Fernsehen aktuell
- seit 2006: Germany’s Next Topmodel (Fernsehshow)

### Videospiele
- 2003: James Bond 007 – Alles oder nichts (James Bond 007: Everything or Nothing, VS, Stimme)

### Bücher
- mit Alexandra Postman: Natürlich erfolgreich. Krüger-Verlag, Frankfurt am Main 2005, ISBN 3-8105-1277-X.
- Der kleine schwarze Wackelzahn. (Pixi-Serie 200: Alle lieben Pixi) Carlsen-Verlag, Hamburg 2011, ISBN 978-3-551-05200-1.

### Musik
- Wonderland (Single), Warner Music Group, 2006[64]
- Chai Tea With Heidi (Single), KAA Entertainment, 2022 (mit Snoop Dogg & WeddingCake; #8 der deutschen Single-Trend-Charts am 21. Januar 2022[65])
- Sunglasses at Night, Warner Music Group Germany, 2024

## Auszeichnungen
Emmy
- 2013: Auszeichnung in der Kategorie Hervorragende Gastgeberin für ein Reality- oder Reality-Wettbewerbsprogramm für Project Runway

Blauer Panther – TV & Streaming Award
- 2024: Auszeichnung in der Kategorie Entertainment für Germany’s Next Topmodel[66]